# António José Antunes Navarro
António José Antunes Navarro (Lagoaça, 11 de julho de 1803 – Vila Nova de Famalicão, 13 de julho de 1867) foi um político português, 1.º Visconde de Lagoaça (1859-1866), 1.º Conde de Lagoaça (1866-1867) e presidente da Câmara do Porto (1858-1865).